# Turgon, Charente
Turgon är en kommun i departementet Charente i regionen Nouvelle-Aquitaine i västra Frankrike. Kommunen ligger  i kantonen Champagne-Mouton som ligger i arrondissementet Confolens. År 2022 hade Turgon 81 invånare.

## Befolkningsutveckling
Antalet invånare i kommunen Turgon
Referens:INSEE